# Gustav Helsted
Gustav Carl Helsted (30. januar 1857 i København – 1. marts 1924 sammesteds) var en dansk organist og komponist. Han var søn af komponisten Carl Helsted, bror til maleren Viggo Helsted og nevø til komponisten Edvard Helsted.
Først som 22-årig indledte han en systematisk musikuddannelse. I årene 1879-1882 studerede han på Det Kongelige Danske Musikkonservatorium med bl.a. Niels W. Gade, Johan Christian Gebauer, J.P.E. Hartmann og Gottfred Matthison-Hansen som lærere. 
I 1885 fik han Det anckerske Legat og tog på studierejse til Tyskland, Frankrig og Italien. I årene 1888-1889 var han operarepetitør ved Det Kongelige Teater, fra 1891-1915 var han organist ved Jesuskirken, fra 1892 lærer i musikteori og fra 1904 i orgelspil ved Musikkonservatoriet. I 1915 skiftede han til organistembedet i Vor Frue Kirke, landets fornemste. Mens han var organist ved Jesuskirken afholdt han, inspireret af Gottfred Matthison-Hansen, en række velbesøgte "orgelforedrag" (koncerter) hvor han spillede Händel, Bach og andre afdøde komponister, men også tidens franske orgelmestre som César Franck.
En stor del af hans kompositioner blev opført i Dansk Koncertforening, som han var medstifter af (1901), i mange år formand for og hvis koncerter han af og til dirigerede. Han var også blandt stifterne af kammermusikforeningen Symphonia i 1889 (sammen med bl.a. Carl Nielsen og Louis Glass) og Dansk Tonekunstnerforening (1903) og sad fra 1907 i bestyrelsen for Samfundet til udgivelse af dansk musik. 1917 blev han Ridder af Dannebrog.
Han er begravet på Holmens Kirkegård. Helsted er gengivet i et portrætmaleri af N.V. Dorph, 1895. 
Hans musik betegnes af samtiden som ”særegen”. Gerhardt Lynge skriver: "Han holder sig langt fra de banede Veje, arbejder altid som en stærkt søgende Kunstner, vælger sine Midler med yderst kræsen Smag, sværger blindt til Idealerne.." Læs også CD-anmeldelsen nedenfor.

## Musik
- Ouverture i c-mol (firhændig klaver 1875)
- Scherzo i c#-mol (for 2 klaverer/ottehændig 1880)
- Strygekvartet i h-mol (1881)
- op. 1 Erotiske Sangtekster (sang og klaver 1883)
- op. 2 Symfoni nr. 1 i d-mol (1883)
- op. 3 Strygekvartet nr. 1 i a-mol (1884)
- Romance i G-dur (violin og klaver 1884)
- Romance i A-dur (violin og klaver 1885)
- op. 4 En Kærlighedshistorie (klaver 1886)
- op. 5 Paa Fodtur en Sommerdag (suite for orkester 1885)
- op. 6 Klavertrio i e-mol (1886)
- op. 7 Seks Sange (1886)
- op. 8 Violinkoncert i C-dur (1887)
- op. 9 En Bryllupsfest (orkestersuite 1887)
- op. 10 Suite nr. 2 i A-dur (orkester 1887)
- op. 11 Romance for violin og orkester i G-dur (1888)
- op. 12 Fem sange (1889)
- op. 13 Sonate i A-dur (violin og klaver 1889)
- op. 14 Fem Fantasistykker (klaver 1889)
- op. 15 Gurresange (soli, kor og orkester 1889)
- op. 16 Fantasisonate i e-mol (orgel 1890)
- Sørgemarch i c-mol – In memoriam Niels W. Gade (orkester 1891)
- op. 17 Trio i C-dur (violin, bratsch og cello 1891)
- op. 18 Decet i D-dur (blæserkvintet, strygekvartet og kontrabas 1891)
- op. 19 Strygekvartet nr. 2 i c-mol (1891)
- op. 20 Sonate nr. 2 i G-dur (violin og klaver 1892)
- op. 21 Strygekvintet i E-dur (1895)
- op. 22 Symfoni nr. 2 i E-dur (1886)
- op. 23 Sange af J.P. Jacobsen (1896)
- op. 24 Strygekvartet nr. 3 i F-dur (1898)
- op. 25 Abels Død (soli, kor og orkester 1895/1912)
- op. 26 Strygesekstet i E-dur (1892/1907)
- Præludium i A-dur (orgel 1900)
- op. 27 Violinkoncert nr. 2 i h-mol (1900/1909)
- op. 28 Dansemusik (damekor og firhændig klaver 1905)
- op. 29 Orgelsonate i D-dur (1906)
- op. 30 Vort land (soli, kor og orkester 1907)
- op. 31 Stormklokken (opera 1900/1911)
- Romance i G-dur (cello og klaver 1907)
- 24 sange (1899-1907)
- Romance i F-dur (violin og klaver 1909)
- Præludium i G-dur (orgel 1915)
- Suite for Strygeorkester (1919)
- Gud Helligaand! opfyld – (kor 1920)
- Sne (kor og orkester 1921)
- op. 32 Sommer i Gurre (digt af Holger Drachmann)
- op. 33 Strygekvartet i f-mol (1922)
- op. 35 Cellokoncert i C-dur
- Marche funèbre (P. S. Kröyers begravelse – orgel)